# Big Rigs: Over the Road Racing
Big Rigs: Over the Road Racing är ett lastbilsracingspel tillverkat av Stellar Stone och utgivet till PC år 2003. Det fick generellt mycket dålig kritik på grund av dess halvfärdiga spelmekanik och har på dessa grunder föreslagits vara det sämsta spelet någonsin. Spelet släpptes till Steam 8 april 2025.